# Quenouille
Ne doit pas être confondu avec Fuseau.
Pour les articles homonymes, voir Quenouille (homonymie).

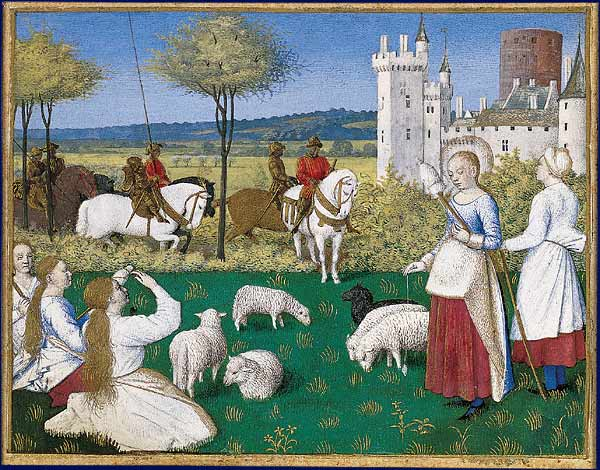
Sainte Marguerite filant au pré, Livre d'heures d'Étienne Chevalier.

Une quenouille est un instrument ancien utilisé pour le filage des matières textiles et surtout du lin, du chanvre ou de la laine, mais elle peut être utilisée avec toutes les fibres que l'on file habituellement.

## Description
Tige de bois ou d'osier qui peut être décorée, la quenouille sert à maintenir et stocker les fibres qui ne sont pas encore filées, afin qu'elles ne s'emmêlent pas et qu'il soit facile de les utiliser. Les fibres sont enroulées autour de la quenouille et maintenues en place à l'aide d'un ruban. 
La quenouille s'utilise 
- soit avec un rouet, elle est alors placée tout près de la bobine ;
- soit avec un fuseau ; dans ce cas on la tient sous un bras et on maintient le fuseau de l'autre main.

## Culture

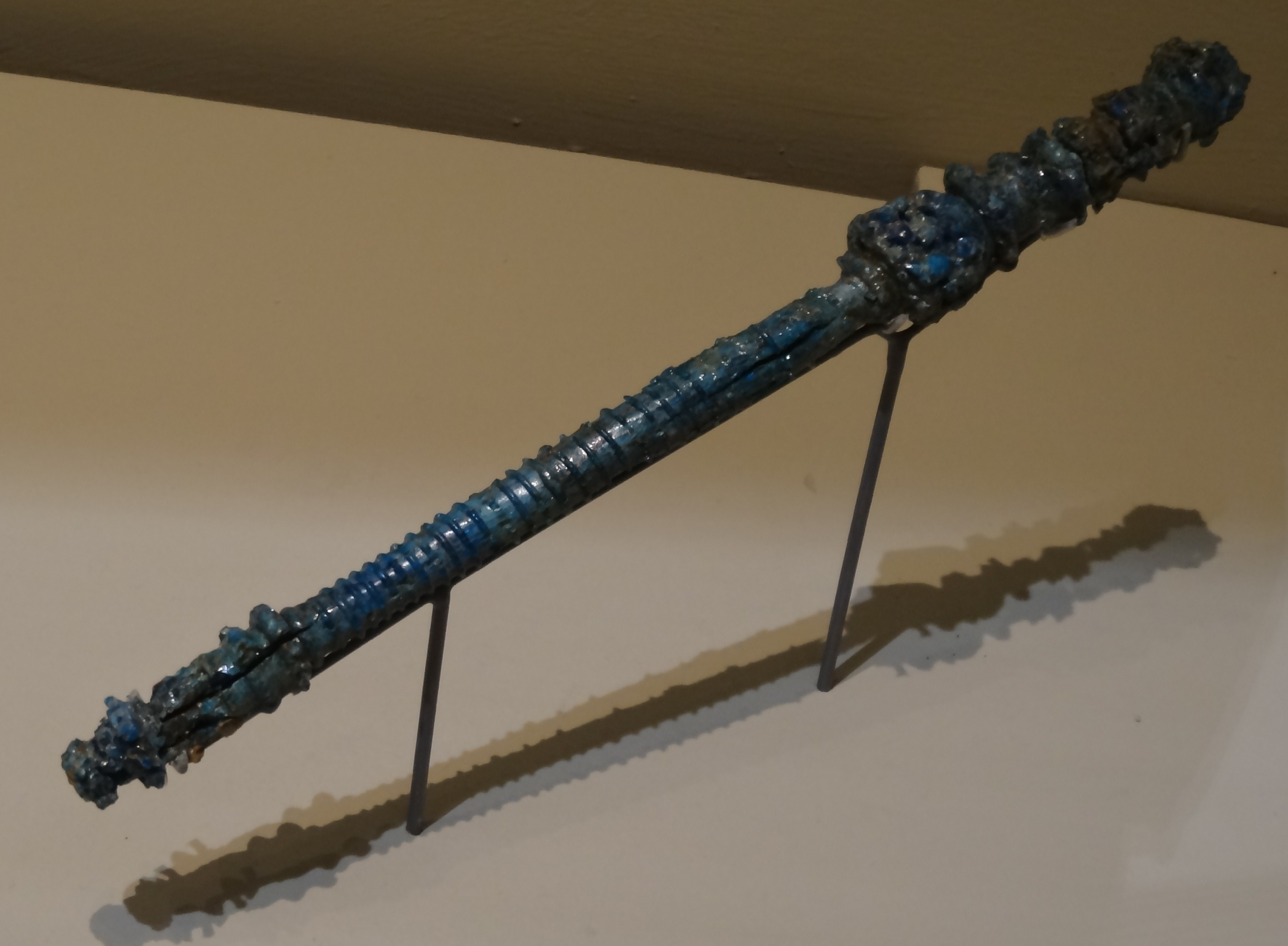
Quenouille étrusque (fin du).

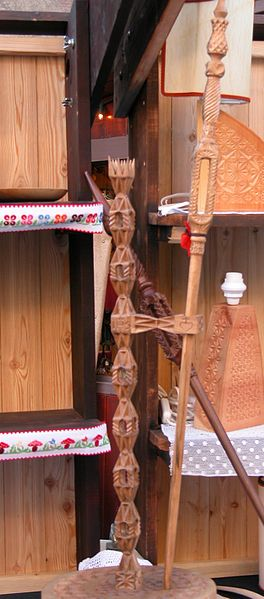
Une quenouille en style typique valdôtain à la Foire de Saint-Ours.

La quenouille a une grande valeur symbolique
- de la féminité ( « Casser sa quenouille » signifie pour une jeune fille la perte de sa virginité)
- de la fécondité (par exemple le lech dit "la Quenouille de sainte Brigitte" à Locoal-Mendon (Morbihan)[2].
- du temps et du destin. Elle est ainsi l'attribut des trois fileuses présentes dans la mythologie d'origine indo-européenne (moires grecques, parques romaines, Nornes scandinaves, Matrones celtes…).

Elle était le symbole d’un travail exclusivement féminin depuis l’Antiquité. C'est pourquoi l’épisode d’Hercule-Héraklès filant aux pieds d’Omphale, à qui il a été vendu comme esclave, marque le comble de son humiliation et une inversion de l'ordre du monde. L’expression « tomber en quenouille » signifie, pour un bien ou des droits nobiliaires, d’échoir à une femme, avec une connotation péjorative.
La quenouille est l’attribut de la déesse grecque Artémis, de la déesse germanique Perchta, de la déesse gauloise Brigantia et de son équivalent irlandais Brigit. Elle est ensuite attribuée à plusieurs reines Berthe, enfin de saintes des Églises catholique et orthodoxe, notamment celles qui étaient bergères.  
Les Évangiles des quenouilles, œuvre du XVe siècle, est un recueil humoristique de recettes de bonne femme traditionnelles et d'anecdotes.

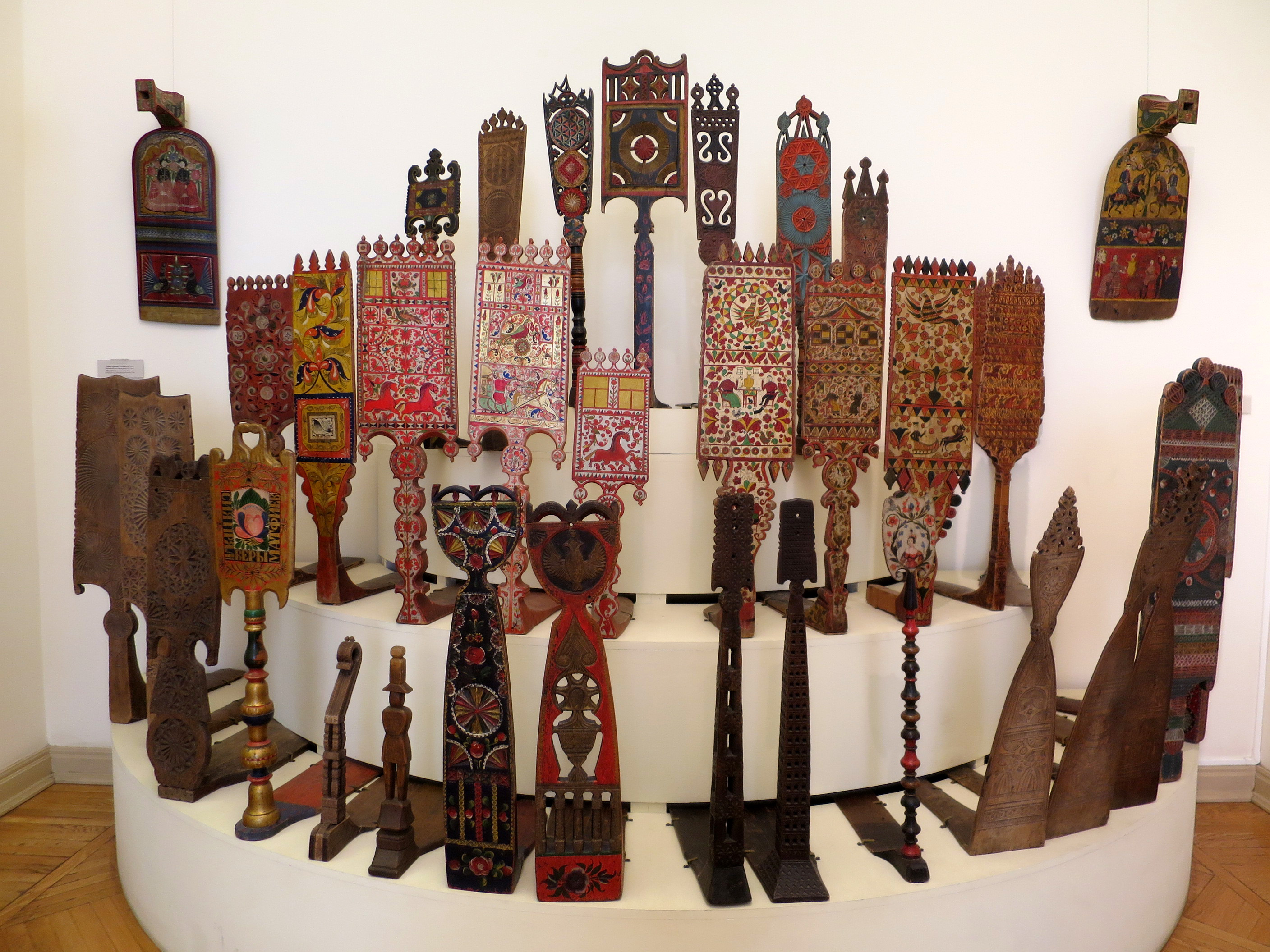
Quenouilles russes - Musée d'art russe de Saint-Petersbourg